# Хурфейш
Хурфейш (араб. حرفيش‎, ивр. חורפיש‎) — друзская деревня в северном округе Израиля. Расположена рядом с кибуцем Саса и горой Звуль. Деревня получила статус местного совета в 1967 году.
Большинство жителей деревни — друзы, хотя есть немного арабов-католиков и несколько суннитов. Вблизи деревни находится место захоронения друзского пророка Наби Сабалана, где каждый год 10 сентября друзы собираются и отмечают праздник Наби Сабалана.
В деревне построен памятник погибшему в ходе военной операции полковнику Набйа Мар’и, погибшему от рук палестинских боевиков в Секторе Газа 27 сентября 1996 года.

## Население
По данным Центрального статистического бюро Израиля, население на начало 2020 года составляло 6 410 человек.
Общий прирост населения — 1,9 %. На каждых 1000 мужчин приходится 1000 женщин.

Место захоронения Наби Сабалана. На воротах можно разглядеть звезду — символ друзского народа.

| Возрастная категория | Население в % |
| -------------------- | ------------- |
| 0-4                  | 11,5 %        |
| 5-9                  | 11,7 %        |
| 10-14                | 11,5 %        |
| 15-19                | 10,1 %        |
| 20-29                | 18,3 %        |
| 30-44                | 20,8 %        |
| 45-59                | 10,1 %        |
| 60-64                | 1,8 %         |
| Свыше 65             | 4,9 %         |

## Образование
Всего в Хурфейше 3 школы, в которых учатся[когда?] 1388 учеников — из них 744 в младших классах и 644 в старших. Всего во всех школах 48 классов, а в каждом классе в среднем по 29 учеников.
Из всех учеников 12 класса аттестат зрелости получили 80 %.